# Гриненко Марія Максимівна
Марія Максимівна Гриненко (нар. 1914, село Булахівка, тепер Павлоградського району Дніпропетровської області — ?) — українська радянська діячка, колгоспниця колгоспу «Червона нива» Павлоградського району Дніпропетровської області. Депутат Верховної Ради СРСР 2-го скликання.

## Життєпис
Народилася в селянській родині. З 1929 року працювала в комуні (колгоспі) села Булахівки Павлоградського району. Закінчила чотирирічну школу ліквідації неписьменності. Член ВЛКСМ.
До 1941 року — ланкова комсомольської ланки колгоспу «Червона нива» села Булахівки Павлоградського району Дніпропетровської області.
З 1941 по 1944 рік перебувала в евакуації в східних районах СРСР, працювала дояркою і скотаркою в колгоспі Сталінградської області РРФСР. 
З 1944 року — колгоспниця, ланкова колгоспу «Червона нива» села Булахівки Павлоградського району Дніпропетровської області. Збирала високі врожаї соняшника і кукурудзи.